# ياري ماتي لاتفالا
ياري ماتي لاتفالا (بالفنلندية: Jari-Matti Latvala) مواليد 3 أبريل 1985 في فنلندا، هو سائق راليات فنلندي بدأ مسيرته في سنة 2002. كان أول رالي له هو رالي ويلز 2002. تنافس في بطولة العالم للراليات. فاز بـ 15 سباق رالي. صعد على المنصة 54 مرة خلال مسيرته.

## فرق مثلها
- فريق فورد للراليات

## روابط خارجية
- ياري ماتي لاتفالا على موقع IMDb (الإنجليزية)
- ياري ماتي لاتفالا على موقع Rallye-info.com (الإنجليزية)
- ياري ماتي لاتفالا على موقع eWRC-results.com (الإنجليزية)